# Hyles ilia
Hyles ilia är en fjärilsart som beskrevs av Bandermann. 1928. Hyles ilia ingår i släktet Hyles och familjen svärmare. Inga underarter finns listade i Catalogue of Life.